# Lala (cantante)
Karmela Mudayatri Kartodirdjo (Bandung, 2 de abril de 1985) conocida artísticamente como Lala es una cantante, compositora y actriz indonesia; hija de madre filipina y padre indonesio de origen javanés. Su carrera musical empezó cuando ella formaba parte de una banda musical, así también como su actuación transmitida por televisión como en series y telenovelas. Además para su carrera musical ella participó en videoclip ya que su gerente vio el vídeo de lo que fue invitada para firmar un contrato con Warner Music. Al año siguiente lanzó un álbum discográfico autotitulado Bumalik ako rito, fue el primer comienzo para Lala, a sí misma como su parrilla para una o dos horas durante una entrevista. Además ella estuvo en Filipinas país de origen de su mamá, además tuvo que aprender el tagalo para cantar y entrar al mercado filipino por lo cual fue muy bien recibida y consentida en este país hispanoasiático. Cantó a dúo con el cantante filipino Christian Bautista, ya que interpretaron una balada-pop juntos. En el extremo receptor, así como que sus fanáticos y seguidores han estado ansiosos de cómo ella viene a su mente con su álbum consecutivo, según la artista su segundo álbum fue un sueño hecho realidad a lo grande. Esperando a que su música llegara a ser aceptada no solo aquí en Filipinas, país que le dio éxito sino también fuera de Filipinas, como en otros países de Asia e incluso en otra parte del mundo.

## Sinetron
- Senandung Masa Puber
- Cerita Si Angel
- 1001 Cara Menggaet Cowok
- Di Sini Ada Cinta

## Anime
- Ultraman Dyna
- Kamen Rider Kabuto
- Captain Tsubasa
- Dragon League
- Whistle!
- Saint Seiya
- Yu-Gi-Oh!
- Ultraman Z
- Kekkaishi
- B't X

## Discografía

### Canciones
1. Waitin' Lyrics by: Lala/David Delfín / Music by: Lala/Domini Robledo/DJIWA
2. Unperfect (3:35) Lyrics by: Andrew Fromm
3. What About You? (3:53) Lyrics by: Marcus Black & Leif Larson
4. Better Off Alone (3:54) Lyrics by: Lala / Music by: Lala/Marko M. Kartodirdjo
5. Stars (4:06) Lyrics & Music by: Lala
6. Unsaid (4:08) (Video) - Lala duet with Christian Bautista Lyrics by: Lala / Music by: Lala/Astri with Inersia Band
7. It's You (4:14) Lyrics by: Lala / Music by: Lala/Eko M. Kartodirdjo
8. Not Your Ordinary Girl (3:55) Lyrics & Music by: Lala
9. Unperfect [Acoustic] (3:36)
10. What About You? [Acoustic] (3:52)